# Michael Leib

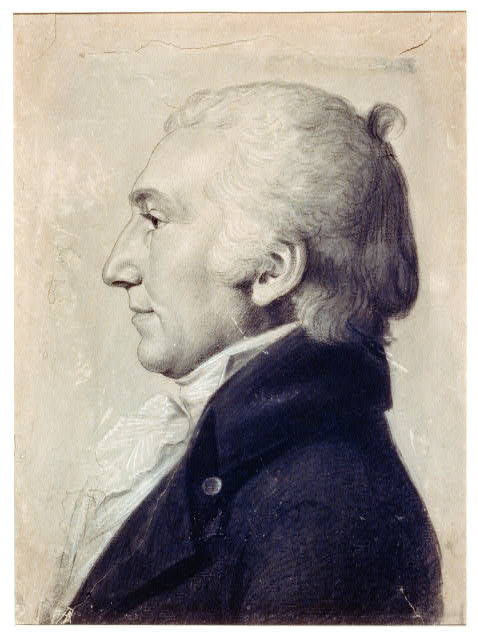
Michael Leib

Michael Leib, född 8 januari 1760 i Philadelphia, Pennsylvania, död 8 december 1822 i Philadelphia, Pennsylvania, var en amerikansk läkare och politiker (demokrat-republikan). Han representerade delstaten Pennsylvania i båda kamrarna av USA:s kongress, först i representanthuset 1799–1806 och sedan i senaten 1809–1814.
Leib studerade medicin och inledde sin karriär som läkare i Philadelphia. Han tjänstgjorde som kirurg i amerikanska revolutionskriget. Han efterträdde 1799 Blair McClenachan i representanthuset. Han avgick 1806 som kongressledamot.
Leib efterträdde 1809 Samuel Maclay som senator för Pennsylvania. Han avgick 1814 för att tillträda som postmästare i Philadelphia, ett ämbete som han skötte fram till 1815.
Leibs grav finns på Laurel Hill Cemetery i Philadelphia. Gravplatsen flyttades 1924 dit från St. John's Lutheran Churchyard.